# Platymetopius fidelis
Platymetopius fidelis är en insektsart som beskrevs av William Lucas Distant 1918. Platymetopius fidelis ingår i släktet Platymetopius och familjen dvärgstritar. Inga underarter finns listade i Catalogue of Life.